# Селитьба (Хвалынский район)
Селитьба — село в Хвалынском районе Саратовской области, в составе сельского поселения Алексеевское муниципальное образование.
Население — 209 (2010) человек.

## История
В Списке населённых мест Российской империи по сведениям за 1859 год упоминается как казённое село Селитьба (оно же Нагорная Селитьба, Архангельское) Хвалынского уезда Саратовской губернии, расположенное при ключе Яблонном по левую сторону Казанского почтового тракта из города Волгска в город Сызрань на расстоянии 20 вёрст от уездного города. В населённом пункте имелось 357 дворов, проживали 1139 мужчин и 1252 женщины, имелась православная церковь, училище, работали 6 мельниц. 
Согласно переписи 1897 года в Нагорной Селитьбе проживали 2823 жителя, из них православных — 1211, старообрядцев (австрийского толка, беспоповцы) — 1610.
Согласно Списку населённых мест Саратовской губернии 1914 года Селитьба являлась волостным селом Селитьбинской волости. По сведениям за 1911 год в селе насчитывалось 614 дворов, проживали 1999 мужчин и 2205 женщин. В селе проживали преимущественно бывшие государственные крестьяне, великороссы, составлявшие одно сельское общество. В селе имелись 1 православная и 2 единоверческие церкви, церковно-приходская школа, больница, приёмный покой, проводилась ярмарка.

## Физико-географическая характеристика
Село находится в пределах Приволжской возвышенности, являющейся частью Восточно-Европейской равнины, на реке Новояблонке (левый приток Терсы). Новояблонка, прорезая Приволжскую возвышенность, образует глубокую долину. Село расположено на высоте около 100—120 метров над уровнем моря. Расположенный восточнее села водораздел бассейнов Волги и Терсы образуют так называемые Хвалынские горы с высотами до 330—360 метров над уровнем моря. Расположенный западнее села водораздел Новояблонки и Терсы образуют Армейские горы высотой до 295,2 метров над уровнем моря. Прилегающие к селу склоны "гор" изрезаны балками и оврагами. По линии водоразделов сохранились широколиственные леса. Почвы — чернозёмы остаточно-карбонатные.
Село расположено примерно в 20 км по прямой в юго-западном направлении от районного центра города Хвалынска. По автомобильным дорогам расстояние до районного центра составляет 31 км, до областного центра города Саратов - 210 км.
Часовой пояс
Селитьба, как и вся Саратовская область, находится в часовой зоне МСК+1. Смещение применяемого времени относительно UTC составляет +4:00.

## Население
Динамика численности населения по годам:
| Годы      | 1859 | 1897 | 1911 | 2002 |
| --------- | ---- | ---- | ---- | ---- |
| Население | 2391 | 2823 | 4204 | 291  |

| 2002 | 2010 |
| ---- | ---- |
| 291  | ↘209 |

Национальный состав
Согласно результатам переписи 2002 года русские составляли 89 % населения села.